# Corneal limbus
Corneal limbus ou Limbo Esclerocorneano é uma estrutura de transição entre a córnea e a esclera, contendo células destes dois segmentos.
Constitui o limite anterior da esclera. Nele se encontram as "stem cells" importantes na reepitelização da córnea. Além de servir como uma barreira contra a conjuntiva, de forma que as células epiteliais da conjuntiva não avancem para o epitelio corneano e dessa forma prejudique a visão.
E pela córnea ser avascular, o limbo é responsável por entregar os nutrientes e retirar os nutrientes dos tecidos adjacentes (Ex: da córnea).